# Dresdner SpVgg 05
Dresdner SpVgg 05 was een Duitse voetbalclub uit Dresden. De club bestond van 1905 tot 1945 en was tot 1933 actief op het hoogste niveau.

## Geschiedenis
De club werd in 1905 opgericht als Löbtauer Viktoria, om zo een onderscheid te maken met Viktoria Dresden. In 1908 werd de naam gewijzigd in Dresdner SpVgg 05. De club was aangesloten bij de Midden-Duitse voetbalbond en speelde in de competitie van Oost-Saksen. De club stond lang in de schaduw van de grotere clubs uit Dresden, maar midden jaren twintig ging het beter met de club. In 1925/26 werd de club vicekampioen achter Dresdner SC, zij het met een grote achterstand. De club mocht naar een eindronde met vicekampioenen en maakte zo nog kans op een ticket naar de nationale eindronde. SpVgg begon goed met een 0:11 overwinning op Budissa Bautzen, maar verloor in de tweede ronde met 4:5 van Preußen Chemnitz.
De volgende jaren gleed de club van de subtop naar de middenmoot. In 1932/33 eindigde de club op de vijfde plaats. Na dit seizoen werd de competitie grondig gewijzigd door de NSDAP. De Midden-Duitse bond werd afgeschaft en de competities vervangen door twee Gauliga's. De vijfde plaats volstond niet om zich te plaatsen voor de Gauliga Sachsen. De volgende jaren slaagde de club er niet in om hiernaar te promoveren.
Na de Tweede Wereldoorlog werden alle voetbalclubs uit Duitsland ontbonden. SpVgg werd niet meer heropgericht. De huidige club SpVgg Dresden-Löbtau 1893, een verderzetting van SG 1893 Dresden, beroept zich ook op de geschiedenis van SpVgg 05.